# Phellinus piceinus
Phellinus piceinus är en svampart som först beskrevs av Peck, och fick sitt nu gällande namn av Narcisse Theophile Patouillard 1900. Phellinus piceinus ingår i släktet Phellinus och familjen Hymenochaetaceae.   Inga underarter finns listade i Catalogue of Life.